# Викуня
Викунята (Vicugna vicugna) е вид дива лама, представител на семейство Камилови в Южна Америка. Друг представител на рода е домашната лама алпака (Vicugna pacos).
В миналото викуните са били отглеждани от инките заради вълната, месото и са били използвани като товарни животни. Тяхната вълна се счита за най-фината животинска вълна и се цени високо. Те обаче не се опитомяват лесно.

## Физически данни
Дължина на тялото 150 см (+ 15 см опашка). Височина в холката 80 см. Тегло 35 – 65 кг.

## Начин на живот
Викуните живеят високо в Андите на 3650 до 4800 м надморска височина, в условия на студ, силни ветрове и разреден въздух. При тези условия те оцеляват благодарение на дебелата си козина и особения състав на кръвта си. За разлика от другите животни в кръвта на викуните има високо съдържание на еритроцити, така те оползотворяват по-добре малкото кислород във въздуха.
Денем викуните пасат по планинските пасища, а вечер се качват по-високо, за да нощуват. Те живеят на малки стада, които обикновено се състоят от мъжки със своя харем от 6 – 8 женски и техните малки, до едногодишна възраст. Мъжките ревностно пазят своя харем от съперници и маркират територията си с купчини изпражнения. Младите мъжки се събират на стада от по 15 – 25 животни.

## Размножаване
Женските раждат през февруари (когато в Южното полукълбо е лято) едно малко, което след 10 – 15 мин. става на крака.
Продължителност на живота 15 – 20 години.

## Природозащитен статус
В края на 20. век викуните са застрашени от изчезване, но след взети мерки вече фигурират в Червения списък на световнозастрашените видове на IUCN като вид с малък риск.